# Maximiliano de Lorch
Maximiliano de Celeia (latín: Maximilianus), nacido en Celeia (hoy Celje en Eslovenia) y murió el 12 de octubre de 284 en el mismo lugar, es un santo de la Iglesia Católica celebrado el 12 de octubre.

## Biografía
Maximiliano de Celeia nació en una familia acomodada en la provincia de Panonia, se convirtió al cristianismo por un sacerdote llamado Orianus. Después de quedar huérfano le dio la libertad a los esclavos de la casa del padre. Posteriormente hizo una peregrinación a Roma, tiempo después el papa Sixto II lo envió como obispo a Lauriacum (hoy Lorch) en Nórico. Fue decapitado por el prefecto romano local en el reinado del emperador Numeriano por negarse a retractarse del cristianismo y negarse a ofrecer sacrificios a los dioses paganos de la ciudad.

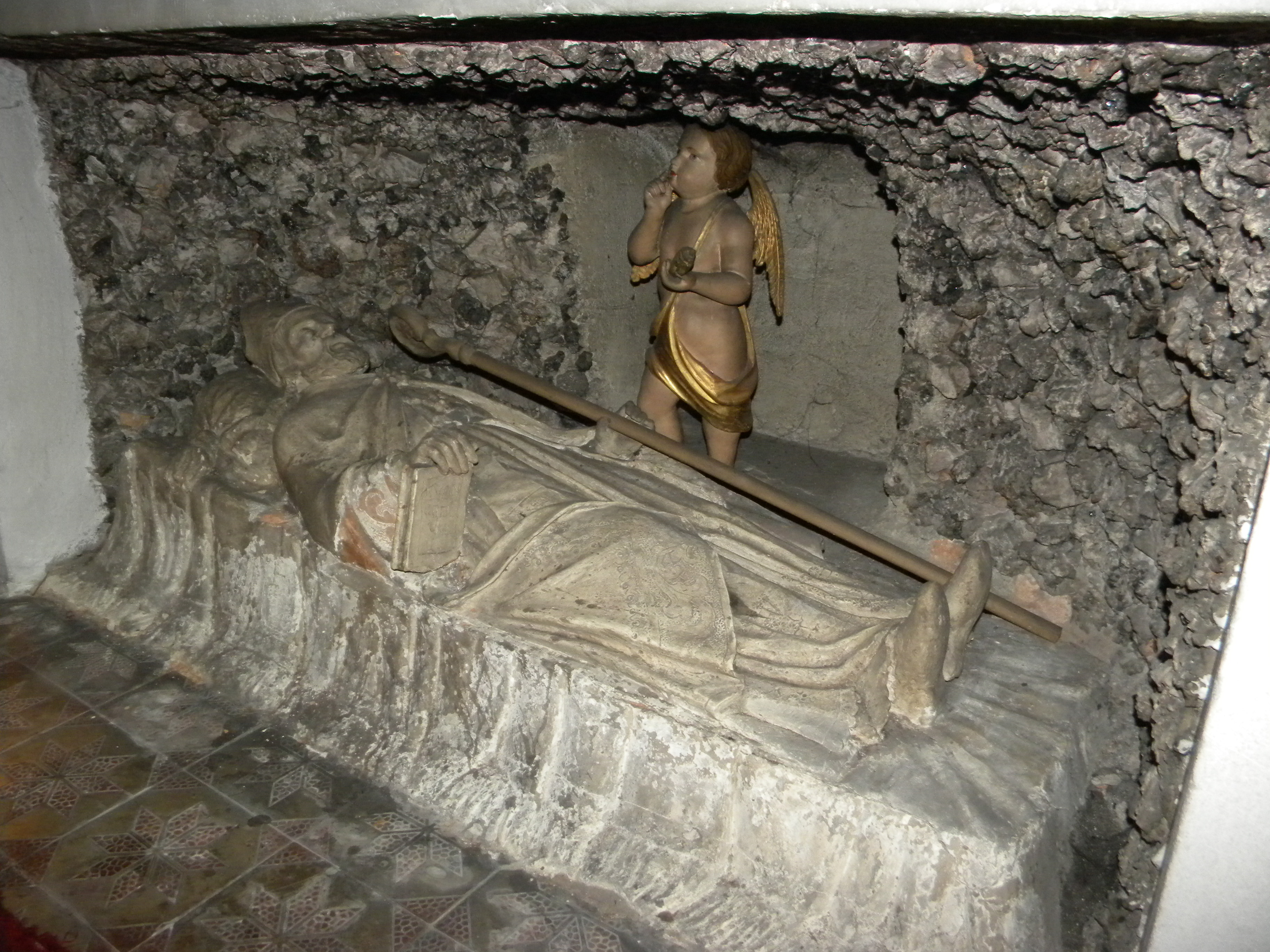
Tumba de San Maximiliano en Celje, Eslovenia

Su culto data al menos desde el siglo VIII. En ese siglo, San Ruperto de Salzburgo construyó una iglesia en su honor en Bischofshofen en el valle del Salzach, y llevó sus reliquias allí, fueron trasladadas posteriormente a Passau en 985.
Su patronazgo fue dado a muchos archiduques de Austria.